# اسکوربوت
اسکوربوت (به فرانسوی: Scorbut) یا اِسکِروی بیماری ناشی از کمبود ویتامین ث است. این ویتامین در سنتز و ساخت کلاژن نقش دارد. نام شیمیایی این ویتامین، اسید اسکوربیک، از ریشهٔ لاتین واژهٔ اسکوربوت، اسکوربوتوس (Scorbutus) گرفته شده‌است. در گذشته، در زبان فارسی، به این بیماری اسقربوط نیز گفته می‌شد که معرب کلمه لاتین است. در متون ادبی و طبی کلمات بثع و بثعه برای این مرض به‌کتاب آمده‌اند  .
اسکوربوت موجب ظاهر شدن لکه‌هایی بر روی پوست، اسفنجی شدن لثه‌ها و خونریزی غشاهای مخاطی می‌شود. لکه‌ها بر روی ران‌ها و پاها بیش‌تر ظاهر می‌شوند. افراد مبتلا به اسکوربوت رنگ‌پریده و افسرده هستند، و ممکن است دچار فلجی یک یا چند عضو شوند. در اسکوربوت پیشرفته، زخم‌ها باز شده، چرک می‌کنند، دندانها می‌افتند، و سرانجام بیمار می‌میرد.این بیماری در گذشته در میان ملوانان که مدت‌هایی طولانی در سفر بودند و به میوه و سبزیجات دسترسی نداشتند بسیار شایع بود.
اغلب جانوران دچار اسکوربوت نمی‌شوند، چرا که بدن آن‌ها قادر به ساخت ویتامین ث است. انسان و سایر نخستی‌سانان، خوکچه‌های هندی، و چند گونهٔ دیگر فاقد آنزیمی هستند که ساخت این ویتامین را ممکن می‌سازد و باید آن را از طریق رژیم غذایی خود دریافت کنند. ویتامین ث در بسیاری از بافت‌های گیاهی یافت می‌شود.مرکبات، گوجه، سیب‌زمینی، کلم و فلفل سبز منابعی سرشار از ویتامین ث هستند.

## تاریخچه
به نظر می‌رسد که بقراط (۴۶۰ پ.م.-۳۸۰ پ.م.) نخستین کسی بوده‌است که این بیماری را توصیف کرده‌است. با این وجود توصیفاتی از یک بیماری در پاپیروس ابرس (حدود ۱۶۰۰ پ.م.) وجود دارد که بسیار به اسکوربوت شباهت دارد. در دوران پیشاتاریخی درمان‌های گیاهی برای این بیماری در میان برخی تمدن‌ها شناخته شده بود.
در قرن سیزدهم اسکوربوت در میان جنگ‌جویان اروپایی شایع بود. این بیماری یکی از عوامل محدودکنندهٔ سفرهای دریایی بود، چرا که تعداد زیادی از سرنشینان و کارکنان کشتی در سفرهای دراز مدت تلف می‌شدند. این موضوع حتی در جنگ جهانی اول نیز تأثیر داشت.
در سال ۱۵۳۶، ژاک کارتیه، مکتشف فرانسوی که در حال اکتشاف رودخانهٔ سن لوران بود، با استفاده از دانش بومی آن منطقه مردان خود را که به اسکوربوت دچار بودند از مرگ نجات داد. او با استفاده از برگ‌های سوزنی یک نوع درخت، چایی درست کرد که بعدها ثابت شد دارای ۵۰ میلی‌گرم ویتامین ث در هر ۱۰۰ گرم است.
در سال ۱۶۱۴، جان وودال، جراح کمپانی هند شرقی بریتانیا، در کتابی که برای شاگردان خود نوشته بود، اسکوربوت را یک مشخصهٔ کمبود توصیف کرد و درمان آن را غذای تازه در صورت امکان، و در غیر این صورت پرتقال، لیموترش، لیمو سبز، تمر هندی و حتی در مواقع ضروری اسید سولفوریک دانست.

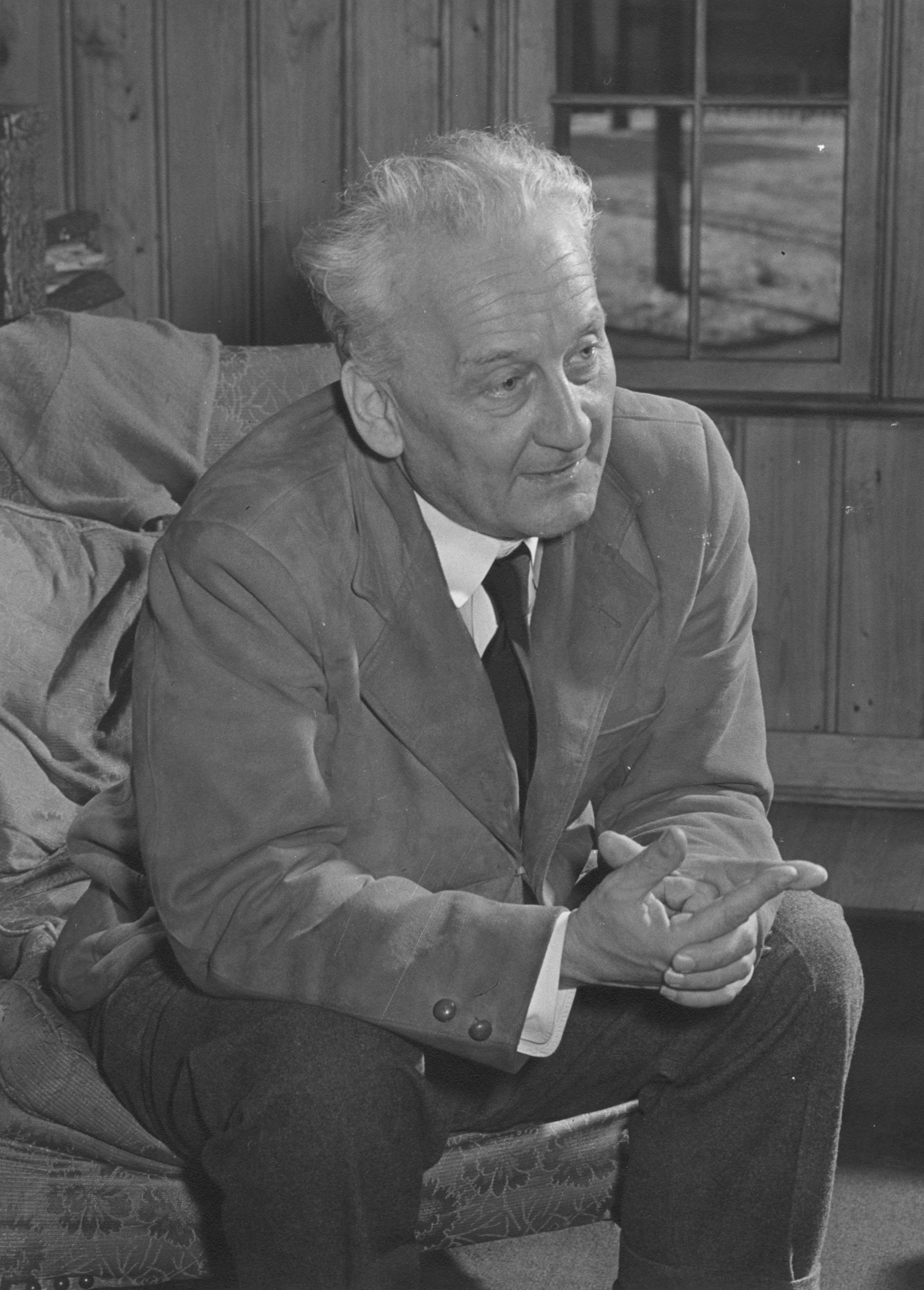
آلبرت سِنت-جورجی، کاشف ویتامین ث.

در دهه ۱۷۴۰، دریادار آنسون ناخدای ناوگان دریایی که در اقیانوس آرام درگیر جنگ با اسپانیا بود، طی سفر دریایی ۶۲۶ نفر از ۹۶۱ نفر از افراد خود را بر اثر بیماری اسکوربوت از دست داد.
در سال ۱۷۴۷، جیمز لیند، پزشک نیروی دریایی سلطنتی بریتانیا، طی آزمایشی ثابت کرد که اسکوربوت با مصرف مرکبات در رژیم غذایی درمان می‌شود.
جیمز کوک (۱۷۶۸-۱۷۷۱) توانست دنیا را با کشتی دور بزند، بدون آن که حتی یک نفر از کارکنان کشتی او از اسکوربوت تلف شوند. البته رژیم غذایی آنان فاقد مرکبات بود، چرا که نگاه داشتن این میوه‌ها در سفرهای طولانی ناممکن بود. به علاوه، پختن غذاها موجب از بین رفتن بیش‌تر ویتامین ث می‌شد. بازپُرسازی کشتی از غذاهای تازه و عدم مصرف چربی‌ها برای تمیز کردن ظروف مسی (زیرا چربی‌ها در مجاورت مس داغ دارای ترکیبی می‌شوند که موجب اختلال در جذب ویتامین‌ها می‌شود.) مؤثرترین اقدامات کوک در این رابطه بود.
در سال ۱۹۲۷، آلبرت سِنت-جورجی، بیوشیمیست مجارستانی که در سال ۱۹۳۷ برندهٔ جایزه نوبل فیزیولوژی و پزشکی شد، مولکول اسید اسکوربیک را از کلم، پرتقال و فلفل سبز مجزا کرد. سرانجام در سال ۱۹۳۲، چارلز گلن کینگ، محقق آمریکایی، ارتباط میان اسید اسکوربیک (ویتامین ث) و بیماری اسکوربوت را کشف کرد.

## علت
مولکول اسید اسکوربیک در بسیاری از واکنش‌های بیوسنتز، از جمله واکنش‌های هیدروکسیلاسیون و آمیداسیون نقش دارد. در سنتز کلاژن، اسید اسکوربیک برای ایجاد ۳ رشتهٔ مارپیچی کلاژن که موجب حفظ ساختار بافتها است لازم می‌باشد.
این مولکول به عنوان یک آنتی‌اکسیدان عمل می‌کند. به این ترتیب، گروه‌های پرولین و لیزین کلاژن توسط یک مولکول دی‌اکسیژن دچار هیدروکسیلاسیون می‌شوند، و باعث حفظ ساختار رگ‌ها می‌شوند. در واقع، تنها یک اتم اکسیژن در واکنش هیدروکسیلاسیون یک اسید آمینه شرکت می‌کند، و اتم دیگر به صورت یک رادیکال‌های آزاد باقی می‌ماند. این اتم یک اکسیدکنندهٔ (اکسیدان) قوی است، و موجب سست شدن مویرگهای لثه می‌شود. دو اتم هیدروژن آزاد شده توسط مولکول اسید اسکوربیک با این اتم اکسیژن واکنش داده و مولکول آب تولید می‌کنند. به این ترتیب، از بروز اسکوروی جلوگیری می‌شود.
در صورت کمبود ویتامین ث، تک‌اتم اکسیژن موجب سست شدن بافت لثه و خونریزی آن می‌شود.

## همه‌گیری
امروزه اسکوربوت بیش‌تر در کشورهای دچار فقر و قحطی شایع است.
در سایر کشورها، اسکوربوت در بزرگ‌سالان نادر است و بیش‌تر در کودکان و افراد مسن دیده می‌شود. نوزادانی که شیر پاستوریزه مصرف می‌کنند، در صورتی که ویتامین ث را به صورت مکمل دریافت نکنند، ممکن است دچار اسکوربوت شوند، چرا که ویتامین ث شیر طی عمل پاستوریزه شدن از بین می‌رود. شیر مادر، در صورتی که تغذیهٔ سالم داشته باشد، حاوی ویتامین ث مورد نیاز نوزاد است.
همچنین، پختن غذا موجب از بین رفتن ویتامین ث می‌شود.

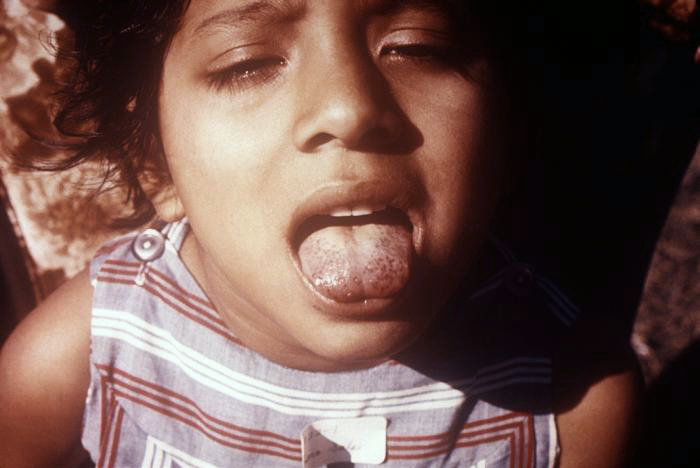
علایم اسکوروی بر روی زبان بیمار دیده می‌شوند.

## علایم بیماری اسکوربوت
ورمهایی در بازوها و پاها و خستگی از علایم ابتدایی بیماری هستند. پس از مدتی، بافت غشاهای مخاطی بینی و لثه سست و اسفنجی شده و دچار خونریزی می‌شود. همچنین، لکه‌هایی بر روی پوست ظاهر می‌شوند. در اسکوربوت پیشرفته، زخم‌ها باز شده، چرک می‌کنند، دندانها شل شده و سپس می‌افتند. بیمار دیگر قادر به ایستادن نخواهد بود و سرانجام، از شدت خستگی یا عفونت می‌میرد.

## جلوگیری و درمان
اسکوربوت به کمک رژیم غذایی حاوی ویتامین ث درمان می‌شود، و جلوگیری از آن نیز از همین طریق صورت می‌گیرد. مرکبات، کیوی، پاپایا، گوجه و توت فرنگی میوه‌هایی سرشار از ویتامین ث هستند. هویج، فلفل دلمه‌ای، بروکلی، سیب‌زمینی، کلم، اسفناج و پاپریکا نیز منابعی از این ویتامین هستند.
همچنین، جگر گوساله و صدف خوراکی دارای ویتامین ث هستند. علاوه بر این غذاها، ویتامین ث به صورت مکمل (مثلاً به شکل قرص) نیز وجود دارد.
در گذشته معتقد بودند که مصرف تنباکو می تواند از این بیماری جاوگیری کند .
1. ↑  https://lamtakam.com/dictionaries/dehkhoda/162988/بثع
2. 1 2 3  "ویکی‌پدیای فرانسه" (به فرانسوی). Retrieved 2 May 2009.